# Wereldkampioenschappen beachvolleybal 2017 (mannen)
Het mannentoernooi tijdens de wereldkampioenschappen beachvolleybal 2017 werd van 28 juli tot en met 6 augustus 2017 gehouden in Wenen. Het Braziliaanse duo Evandro Gonçalves Oliveira Júnior en André Loyola Stein won het goud door in de finale het Oostenrijkse duo Clemens Doppler en Alexander Horst te verslaan. Het brons ging naar het Russische koppel Vjatsjeslav Krasilnikov en Nikita Ljamin.

## Groepsfase
|  | Direct naar laatste 32                      |
|  | Als vier beste nummers drie naar laatste 32 |
|  | Als winnaars tussenronde naar laatste 32    |

### Groep A
| # | Ploeg                 | Punten | Wedstrijden | Wedstrijden | Spelpunten | Spelpunten | Spelpunten | Sets | Sets | Sets  |
| # | Ploeg                 | Punten | W           | V           | W          | V          | Ratio      | W    | V    | Ratio |
| - | --------------------- | ------ | ----------- | ----------- | ---------- | ---------- | ---------- | ---- | ---- | ----- |
| 1 | González / Nivaldo    | 6      | 3           | 0           | 137        | 108        | 1,269      | 6    | 1    | 6,000 |
| 2 | Álvaro Filho / Saymon | 5      | 2           | 1           | 130        | 109        | 1,193      | 5    | 2    | 2,500 |
| 3 | Kunert / Dressler     | 4      | 1           | 2           | 112        | 116        | 0,966      | 2    | 4    | 0,500 |
| 4 | Williams / Phillip    | 3      | 0           | 3           | 85         | 131        | 0,649      | 0    | 6    | 0,000 |

| Datum      |                       | Score |                    | Set 1   | Set 2   | Set 3   |
| ---------- | --------------------- | ----- | ------------------ | ------- | ------- | ------- |
| 29 juli    | Alváro Filho / Saymon | 2 – 0 | Williams / Phillip | 21 – 11 | 21 – 11 |         |
| 29 juli    | González / Nivaldo    | 2 – 0 | Kunert / Dressler  | 21 – 18 | 21 – 13 |         |
| 31 juli    | Alváro Filho / Saymon | 2 – 0 | Kunert / Dressler  | 21 – 17 | 21 – 17 |         |
| 31 juli    | González / Nivaldo    | 2 – 0 | Williams / Phillip | 21 – 17 | 21 – 14 |         |
| 2 augustus | Alváro Filho / Saymon | 1 – 2 | González / Nivaldo | 21 – 17 | 15 – 21 | 10 – 15 |
| 2 augustus | Kunert / Dressler     | 2 – 0 | Williams / Phillip | 26 – 24 | 21 – 8  |         |

### Groep B
| # | Ploeg                | Punten | Wedstrijden | Wedstrijden | Spelpunten | Spelpunten | Spelpunten | Sets | Sets | Sets  |
| # | Ploeg                | Punten | W           | V           | W          | V          | Ratio      | W    | V    | Ratio |
| - | -------------------- | ------ | ----------- | ----------- | ---------- | ---------- | ---------- | ---- | ---- | ----- |
| 1 | Jefferson / Cherif   | 6      | 3           | 0           | 142        | 122        | 1,164      | 6    | 1    | 6,000 |
| 2 | Šmēdiņš / Samoilovs  | 5      | 2           | 1           | 120        | 106        | 1,132      | 4    | 2    | 2,000 |
| 3 | Böckermann / Flüggen | 4      | 1           | 2           | 110        | 115        | 0,957      | 2    | 4    | 0,500 |
| 4 | Charly / Golindano   | 3      | 0           | 3           | 113        | 142        | 0,796      | 1    | 6    | 0,167 |

| Datum      |                      | Score |                      | Set 1   | Set 2   | Set 3   |
| ---------- | -------------------- | ----- | -------------------- | ------- | ------- | ------- |
| 28 juli    | Jefferson / Cherif   | 2 – 0 | Böckermann / Flüggen | 21 – 19 | 21 – 15 |         |
| 28 juli    | Šmēdiņš / Samoilovs  | 2 – 0 | Charly / Golindano   | 21 – 19 | 21 – 11 |         |
| 30 juli    | Šmēdiņš / Samoilovs  | 2 – 0 | Böckermann / Flüggen | 21 – 19 | 21 – 15 |         |
| 30 juli    | Jefferson / Cherif   | 2 – 1 | Charly / Golindano   | 21 – 18 | 22 – 24 | 15 – 10 |
| 1 augustus | Böckermann / Flüggen | 2 – 0 | Charly / Golindano   | 21 – 15 | 21 – 16 |         |
| 1 augustus | Šmēdiņš / Samoilovs  | 1 – 2 | Jefferson / Cherif   | 17 – 21 | 19 – 21 |         |

### Groep C
| # | Ploeg               | Punten | Wedstrijden | Wedstrijden | Spelpunten | Spelpunten | Spelpunten | Sets | Sets | Sets  |
| # | Ploeg               | Punten | W           | V           | W          | V          | Ratio      | W    | V    | Ratio |
| - | ------------------- | ------ | ----------- | ----------- | ---------- | ---------- | ---------- | ---- | ---- | ----- |
| 1 | Dalhausser / Lucena | 6      | 3           | 0           | 138        | 120        | 1,150      | 6    | 1    | 6,000 |
| 2 | Doherty / Hyden     | 5      | 2           | 1           | 137        | 101        | 1,356      | 5    | 2    | 2,500 |
| 3 | Prudel / Kujawiak   | 4      | 1           | 2           | 102        | 113        | 0,903      | 2    | 4    | 0,500 |
| 4 | Leonardo / Garcia   | 3      | 0           | 3           | 83         | 126        | 0,659      | 0    | 6    | 0,000 |

| Datum      |                     | Score |                   | Set 1   | Set 2   | Set 3   |
| ---------- | ------------------- | ----- | ----------------- | ------- | ------- | ------- |
| 29 juli    | Dalhausser / Lucena | 2 – 1 | Doherty / Hyden   | 17 – 21 | 21 – 18 | 16 – 14 |
| 29 juli    | Prudel / Kujawiak   | 2 – 0 | Leonardo / Garcia | 21 – 12 | 21 – 17 |         |
| 31 juli    | Dalhausser / Lucena | 2 – 0 | Leonardo / Garcia | 21 – 18 | 21 – 18 |         |
| 31 juli    | Doherty / Hyden     | 2 – 0 | Prudel / Kujawiak | 21 – 14 | 21 – 15 |         |
| 2 augustus | Dalhausser / Lucena | 2 – 0 | Prudel / Kujawiak | 21 – 12 | 21 – 19 |         |
| 2 augustus | Doherty / Hyden     | 2 – 0 | Leonardo / Garcia | 21 – 7  | 21 – 11 |         |

### Groep D
| # | Ploeg                     | Punten | Wedstrijden | Wedstrijden | Spelpunten | Spelpunten | Spelpunten | Sets | Sets | Sets  |
| # | Ploeg                     | Punten | W           | V           | W          | V          | Ratio      | W    | V    | Ratio |
| - | ------------------------- | ------ | ----------- | ----------- | ---------- | ---------- | ---------- | ---- | ---- | ----- |
| 1 | Evandro / André           | 5      | 2           | 1           | 150        | 138        | 1,087      | 5    | 3    | 1,667 |
| 2 | Varenhorst / van Garderen | 5      | 2           | 1           | 135        | 125        | 1,080      | 5    | 2    | 2,500 |
| 3 | Virgen / Ontiveros        | 5      | 2           | 1           | 131        | 135        | 0,970      | 4    | 3    | 1,333 |
| 4 | Quesada / Piña            | 3      | 0           | 3           | 114        | 132        | 0,864      | 0    | 6    | 0,000 |

| Datum      |                    | Score |                           | Set 1   | Set 2   | Set 3   |
| ---------- | ------------------ | ----- | ------------------------- | ------- | ------- | ------- |
| 28 juli    | Evandro / André    | 2 – 1 | Varenhorst / van Garderen | 20 – 22 | 23 – 21 | 15 – 7  |
| 28 juli    | Virgen / Ontiveros | 2 – 0 | Quesada / Piña            | 26 – 24 | 21 – 19 |         |
| 30 juli    | Evandro / André    | 2 – 0 | Quesada / Piña            | 21 – 17 | 21 – 19 |         |
| 30 juli    | Virgen / Ontiveros | 0 – 2 | Varenhorst / van Garderen | 19 – 21 | 13 – 21 |         |
| 1 augustus | Evandro / André    | 1 – 2 | Virgen / Ontiveros        | 19 – 21 | 21 – 16 | 10 – 15 |
| 1 augustus | Quesada / Piña     | 0 – 2 | Varenhorst / van Garderen | 15 – 21 | 20 – 22 |         |

### Groep E
| # | Ploeg             | Punten | Wedstrijden | Wedstrijden | Spelpunten | Spelpunten | Spelpunten | Sets | Sets | Sets  |
| # | Ploeg             | Punten | W           | V           | W          | V          | Ratio      | W    | V    | Ratio |
| - | ----------------- | ------ | ----------- | ----------- | ---------- | ---------- | ---------- | ---- | ---- | ----- |
| 1 | Alison / Bruno    | 6      | 3           | 0           | 126        | 91         | 1,385      | 6    | 0    | MAX   |
| 2 | Grimalt / Grimalt | 5      | 2           | 1           | 111        | 103        | 1,078      | 4    | 2    | 2,000 |
| 3 | Pļaviņš / Regža   | 4      | 1           | 2           | 113        | 115        | 0,983      | 2    | 4    | 0,500 |
| 4 | Nguvo / Tovela    | 3      | 0           | 3           | 85         | 126        | 0,675      | 0    | 6    | 0,000 |

| Datum      |                   | Score |                   | Set 1   | Set 2   | Set 3 |
| ---------- | ----------------- | ----- | ----------------- | ------- | ------- | ----- |
| 29 juli    | Grimalt / Grimalt | 2 – 0 | Pļaviņš / Regža   | 21 – 14 | 21 – 19 |       |
| 29 juli    | Alison / Bruno    | 2 – 0 | Nguvo / Tovela    | 21 – 13 | 21 – 13 |       |
| 31 juli    | Alison / Bruno    | 2 – 0 | Pļaviņš / Regža   | 21 – 19 | 21 – 19 |       |
| 31 juli    | Grimalt / Grimalt | 2 – 0 | Nguvo / Tovela    | 21 – 15 | 21 – 13 |       |
| 2 augustus | Alison / Bruno    | 2 – 0 | Grimalt / Grimalt | 21 – 14 | 21 – 13 |       |
| 2 augustus | Pļaviņš / Regža   | 2 – 0 | Nguvo / Tovela    | 21 – 15 | 21 – 16 |       |

### Groep F
| # | Ploeg                   | Punten | Wedstrijden | Wedstrijden | Spelpunten | Spelpunten | Spelpunten | Sets | Sets | Sets  |
| # | Ploeg                   | Punten | W           | V           | W          | V          | Ratio      | W    | V    | Ratio |
| - | ----------------------- | ------ | ----------- | ----------- | ---------- | ---------- | ---------- | ---- | ---- | ----- |
| 1 | Krasilnikov / Ljamin    | 6      | 3           | 0           | 126        | 91         | 1,385      | 6    | 0    | MAX   |
| 2 | Koekelkoren / van Walle | 5      | 2           | 1           | 131        | 125        | 1,048      | 4    | 3    | 1,333 |
| 3 | Tocs / Finsters         | 4      | 1           | 2           | 121        | 132        | 0,917      | 3    | 4    | 0,750 |
| 4 | Abicha / Elgraoui       | 3      | 0           | 3           | 100        | 130        | 0,769      | 0    | 6    | 0,000 |

| Datum      |                         | Score |                         | Set 1   | Set 2   | Set 3   |
| ---------- | ----------------------- | ----- | ----------------------- | ------- | ------- | ------- |
| 28 juli    | Koekelkoren / van Walle | 2 – 1 | Tocs / Finsters         | 21 – 14 | 19 – 21 | 15 – 13 |
| 28 juli    | Krasilnikov / Ljamin    | 2 – 0 | Abicha / Elgraoui       | 21 – 16 | 21 – 14 |         |
| 30 juli    | Krasilnikov / Ljamin    | 2 – 0 | Tocs / Finsters         | 21 – 14 | 21 – 16 |         |
| 30 juli    | Koekelkoren / van Walle | 2 – 0 | Abicha / Elgraoui       | 21 – 13 | 24 – 22 |         |
| 1 augustus | Krasilnikov / Ljamin    |       | Koekelkoren / van Walle | 21 – 16 | 21 – 15 |         |
| 1 augustus | Tocs / Finsters         | 2 – 0 | Abicha / Elgraoui       | 21 – 15 | 22 – 20 |         |

### Groep G
| # | Ploeg              | Punten | Wedstrijden | Wedstrijden | Spelpunten | Spelpunten | Spelpunten | Sets | Sets | Sets  |
| # | Ploeg              | Punten | W           | V           | W          | V          | Ratio      | W    | V    | Ratio |
| - | ------------------ | ------ | ----------- | ----------- | ---------- | ---------- | ---------- | ---- | ---- | ----- |
| 1 | Łosiak / Kantor    | 6      | 3           | 0           | 144        | 114        | 1,263      | 6    | 1    | 6,000 |
| 2 | Gibb / Crabb       | 5      | 2           | 1           | 140        | 122        | 1,148      | 5    | 2    | 2,500 |
| 3 | Capogrosso / Azaad | 4      | 1           | 2           | 107        | 109        | 0,982      | 2    | 4    | 0,500 |
| 4 | Goyo / Roger       | 3      | 0           | 3           | 80         | 126        | 0,635      | 0    | 6    | 0,000 |

| Datum      |                    | Score |                    | Set 1   | Set 2   | Set 3   |
| ---------- | ------------------ | ----- | ------------------ | ------- | ------- | ------- |
| 29 juli    | Gibb / Crabb       | 2 – 0 | Capogrosso / Azaad | 21 – 18 | 21 – 17 |         |
| 29 juli    | Łosiak / Kantor    | 2 – 0 | Goyo / Roger       | 21 – 16 | 21 – 12 |         |
| 31 juli    | Gibb / Crabb       | 2 – 0 | Goyo / Roger       | 21 – 13 | 21 – 14 |         |
| 31 juli    | Łosiak / Kantor    | 2 – 0 | Capogrosso / Azaad | 21 – 15 | 21 – 15 |         |
| 1 augustus | Łosiak / Kantor    | 2 – 1 | Gibb / Crabb       | 21 – 17 | 21 – 23 | 18 – 16 |
| 1 augustus | Capogrosso / Azaad | 2 – 0 | Goyo / Roger       | 21 – 10 | 21 – 15 |         |

### Groep H
| # | Ploeg               | Punten | Wedstrijden | Wedstrijden | Spelpunten | Spelpunten | Spelpunten | Sets | Sets | Sets  |
| # | Ploeg               | Punten | W           | V           | W          | V          | Ratio      | W    | V    | Ratio |
| - | ------------------- | ------ | ----------- | ----------- | ---------- | ---------- | ---------- | ---- | ---- | ----- |
| 1 | Pedro / Guto        | 6      | 3           | 0           | 136        | 106        | 1,283      | 6    | 1    | 6,000 |
| 2 | Brunner / Patterson | 5      | 2           | 1           | 129        | 116        | 1,112      | 5    | 2    | 2,500 |
| 3 | Seidl / Winter      | 4      | 1           | 2           | 109        | 117        | 0,932      | 2    | 4    | 0,500 |
| 4 | Naidoo / Williams   | 3      | 0           | 3           | 91         | 126        | 0,722      | 0    | 6    | 0,000 |

| Datum      |                     | Score |                     | Set 1   | Set 2   | Set 3  |
| ---------- | ------------------- | ----- | ------------------- | ------- | ------- | ------ |
| 29 juli    | Brunner / Patterson | 2 – 0 | Seidl / Winter      | 21 – 17 | 21 – 17 |        |
| 29 juli    | Pedro / Guto        | 2 – 0 | Naidoo / Williams   | 21 – 13 | 21 – 15 |        |
| 31 juli    | Pedro / Guto        | 2 – 0 | Seidl / Winter      | 21 – 19 | 21 – 14 |        |
| 31 juli    | Brunner / Patterson | 2 – 0 | Naidoo / Williams   | 21 – 18 | 21 – 12 |        |
| 2 augustus | Seidl / Winter      | 2 – 0 | Naidoo / Williams   | 21 – 17 | 21 – 16 |        |
| 2 augustus | Pedro / Guto        | 2 – 1 | Brunner / Patterson | 16 – 21 | 21 – 17 | 15 – 7 |

### Groep I
| # | Ploeg               | Punten | Wedstrijden | Wedstrijden | Spelpunten | Spelpunten | Spelpunten | Sets | Sets | Sets  |
| # | Ploeg               | Punten | W           | V           | W          | V          | Ratio      | W    | V    | Ratio |
| - | ------------------- | ------ | ----------- | ----------- | ---------- | ---------- | ---------- | ---- | ---- | ----- |
| 1 | Herrera / Gavira    | 6      | 3           | 0           | 129        | 96         | 1,344      | 6    | 0    | MAX   |
| 2 | Pedlow / Schachter  | 5      | 2           | 1           | 134        | 113        | 1,186      | 4    | 3    | 1,333 |
| 3 | Ermacora / Pristauz | 4      | 1           | 2           | 114        | 126        | 0,905      | 3    | 4    | 0,750 |
| 4 | Candra / Ashfiya    | 3      | 0           | 3           | 84         | 126        | 0,667      | 0    | 6    | 0,000 |

| Datum      |                    | Score |                     | Set 1   | Set 2   | Set 3   |
| ---------- | ------------------ | ----- | ------------------- | ------- | ------- | ------- |
| 28 juli    | Herrera / Gavira   | 2 – 0 | Ermacora / Pristauz | 21 – 15 | 21 – 14 |         |
| 28 juli    | Pedlow / Schachter | 2 – 0 | Candra / Ashfiya    | 21 – 13 | 21 – 12 |         |
| 30 juli    | Herrera / Gavira   | 2 – 0 | Candra / Ashfiya    | 21 – 14 | 21 – 15 |         |
| 30 juli    | Pedlow / Schachter | 2 – 1 | Ermacora / Pristauz | 21 – 11 | 18 – 21 | 15 – 11 |
| 1 augustus | Herrera / Gavira   | 2 – 0 | Pedlow / Schachter  | 21 – 16 | 24 – 22 |         |
| 1 augustus | Candra / Ashfiya   | 0 – 2 | Ermacora / Pristauz | 18 – 21 | 12 – 21 |         |

### Groep J
| # | Ploeg                 | Punten | Wedstrijden | Wedstrijden | Spelpunten | Spelpunten | Spelpunten | Sets | Sets | Sets  |
| # | Ploeg                 | Punten | W           | V           | W          | V          | Ratio      | W    | V    | Ratio |
| - | --------------------- | ------ | ----------- | ----------- | ---------- | ---------- | ---------- | ---- | ---- | ----- |
| 1 | Brouwer / Meeuwsen    | 6      | 3           | 0           | 127        | 102        | 1,245      | 6    | 0    | MAX   |
| 2 | Fijałek / Bryl        | 5      | 2           | 1           | 122        | 111        | 1,099      | 4    | 2    | 2,000 |
| 3 | Ranghieri / Carambula | 4      | 1           | 2           | 110        | 117        | 0,940      | 2    | 4    | 0,500 |
| 4 | Vieyto / Cairus       | 3      | 0           | 3           | 104        | 133        | 0,780      | 0    | 6    | 0,000 |

| Datum      |                       | Score |                       | Set 1   | Set 2   | Set 3 |
| ---------- | --------------------- | ----- | --------------------- | ------- | ------- | ----- |
| 28 juli    | Brouwer / Meeuwsen    | 2 – 0 | Vieyto / Cairus       | 21 – 15 | 22 – 20 |       |
| 28 juli    | Fijałek / Bryl        | 2 – 0 | Ranghieri / Carambula | 21 – 18 | 21 – 15 |       |
| 30 juli    | Fijałek / Bryl        | 2 – 0 | Vieyto / Cairus       | 27 – 25 | 21 – 11 |       |
| 30 juli    | Brouwer / Meeuwsen    | 2 – 0 | Ranghieri / Carambula | 21 – 16 | 21 – 19 |       |
| 1 augustus | Brouwer / Meeuwsen    | 2 – 0 | Fijałek / Bryl        | 21 – 14 | 21 – 18 |       |
| 1 augustus | Ranghieri / Carambula | 2 – 0 | Vieyto / Cairus       | 21 – 15 | 21 – 18 |       |

### Groep K
| # | Ploeg                    | Punten | Wedstrijden | Wedstrijden | Spelpunten | Spelpunten | Spelpunten | Sets | Sets | Sets  |
| # | Ploeg                    | Punten | W           | V           | W          | V          | Ratio      | W    | V    | Ratio |
| - | ------------------------ | ------ | ----------- | ----------- | ---------- | ---------- | ---------- | ---- | ---- | ----- |
| 1 | Nicolai / Lupo           | 6      | 3           | 0           | 140        | 94         | 1,489      | 6    | 1    | 6,000 |
| 2 | McHugh / Schumann        | 5      | 2           | 1           | 113        | 101        | 1,119      | 4    | 2    | 2,000 |
| 3 | Stojanovski / Jarzoetkin | 4      | 1           | 2           | 134        | 130        | 1,031      | 3    | 4    | 0,750 |
| 4 | Lombi / Kamara           | 3      | 0           | 3           | 64         | 126        | 0,508      | 0    | 6    | 0,000 |

| Datum      |                          | Score |                          | Set 1   | Set 2   | Set 3   |
| ---------- | ------------------------ | ----- | ------------------------ | ------- | ------- | ------- |
| 29 juli    | Nicolai / Lupo           | 2 – 0 | Lombi / Kamara           | 21 – 7  | 21 – 8  |         |
| 29 juli    | Stojanovski / Jarzoetkin | 0 – 2 | McHugh / Schumann        | 19 – 21 | 21 – 23 |         |
| 31 juli    | Nicolai / Lupo           | 2 – 0 | McHugh / Schumann        | 21 – 15 | 21 – 12 |         |
| 31 juli    | Stojanovski / Jarzoetkin | 2 – 0 | Lombi / Kamara           | 21 – 15 | 21 – 15 |         |
| 1 augustus | Nicolai / Lupo           | 2 – 1 | Stojanovski / Jarzoetkin | 21 – 17 | 22 – 22 | 15 – 13 |
| 1 augustus | McHugh / Schumann        | 2 – 0 | Lombi / Kamara           | 21 – 8  | 21 – 11 |         |

### Groep L
| # | Ploeg                | Punten | Wedstrijden | Wedstrijden | Spelpunten | Spelpunten | Spelpunten | Sets | Sets | Sets  |
| # | Ploeg                | Punten | W           | V           | W          | V          | Ratio      | W    | V    | Ratio |
| - | -------------------- | ------ | ----------- | ----------- | ---------- | ---------- | ---------- | ---- | ---- | ----- |
| 1 | Saxton / Schalk      | 6      | 3           | 0           | 152        | 137        | 1,109      | 6    | 2    | 3,000 |
| 2 | Doppler / Horst      | 5      | 2           | 1           | 137        | 115        | 1,191      | 5    | 2    | 2,500 |
| 3 | Vandenburg / Nusbaum | 4      | 1           | 2           | 102        | 122        | 0,836      | 2    | 4    | 0,500 |
| 4 | Raoufi / Salemi      | 3      | 0           | 3           | 123        | 140        | 0,879      | 1    | 6    | 0,167 |

| Datum      |                 | Score |                      | Set 1   | Set 2   | Set 3   |
| ---------- | --------------- | ----- | -------------------- | ------- | ------- | ------- |
| 28 juli    | Doppler / Horst | 2 – 0 | Raoufi / Salemi      | 21 – 19 | 21 – 15 |         |
| 28 juli    | Saxton / Schalk | 2 – 0 | Vandenburg / Nusbaum | 21 – 14 | 21 – 19 |         |
| 30 juli    | Saxton / Schalk | 2 – 1 | Raoufi / Salemi      | 20 – 22 | 21 – 16 | 15 – 13 |
| 30 juli    | Doppler / Horst | 2 – 0 | Vandenburg / Nusbaum | 21 – 12 | 21 – 15 |         |
| 1 augustus | Doppler / Horst | 1 – 2 | Saxton / Schalk      | 19 – 21 | 21 – 18 | 13 – 15 |
| 1 augustus | Raoufi / Salemi | 0 – 2 | Vandenburg / Nusbaum | 19 – 21 | 19 – 21 |         |

### Tussenronde
De vier beste nummers drie hebben zich direct geplaatst voor de zestiende finales, terwijl de overige acht teams zich via een play-off probeerden te plaatsen voor de laatste 32.
| #  | Ploeg                    | Punten | Wedstrijden | Wedstrijden | Spelpunten | Spelpunten | Spelpunten | Sets | Sets | Sets  |
| #  | Ploeg                    | Punten | W           | V           | W          | V          | Ratio      | W    | V    | Ratio |
| -- | ------------------------ | ------ | ----------- | ----------- | ---------- | ---------- | ---------- | ---- | ---- | ----- |
| 1  | Virgen / Ontiveros       | 5      | 2           | 1           | 131        | 135        | 0,970      | 4    | 3    | 1,333 |
| 2  | Stojanovski / Jarzoetkin | 4      | 1           | 2           | 134        | 130        | 1,031      | 3    | 4    | 0,750 |
| 3  | Tocs / Finsters          | 4      | 1           | 2           | 121        | 132        | 0,917      | 3    | 4    | 0,750 |
| 4  | Ermacora / Pristauz      | 4      | 1           | 2           | 114        | 126        | 0,905      | 3    | 4    | 0,750 |
| 5  | Pļaviņš / Regža          | 4      | 1           | 2           | 113        | 115        | 0,983      | 2    | 4    | 0,500 |
| 6  | Capogrosso / Azaad       | 4      | 1           | 2           | 107        | 109        | 0,982      | 2    | 4    | 0,500 |
| 7  | Kunert / Dressler        | 4      | 1           | 2           | 112        | 116        | 0,966      | 2    | 4    | 0,500 |
| 8  | Böckermann / Flüggen     | 4      | 1           | 2           | 110        | 115        | 0,957      | 2    | 4    | 0,500 |
| 9  | Ranghieri / Carambula    | 4      | 1           | 2           | 110        | 117        | 0,940      | 2    | 4    | 0,500 |
| 10 | Seidl / Winter           | 4      | 1           | 2           | 109        | 117        | 0,932      | 2    | 4    | 0,500 |
| 11 | Prudel / Kujawiak        | 4      | 1           | 2           | 102        | 113        | 0,903      | 2    | 4    | 0,500 |
| 12 | Vandenburg / Nusbaum     | 4      | 1           | 2           | 102        | 122        | 0,836      | 2    | 4    | 0,500 |

| Datum      |                      | Score |                       | Set 1   | Set 2   | Set 3  |
| ---------- | -------------------- | ----- | --------------------- | ------- | ------- | ------ |
| 2 augustus | Pļaviņš / Regža      | 2 – 0 | Vandenburg / Nusbaum  | 21 – 11 | 21 – 18 |        |
| 2 augustus | Capogrosso / Azaad   | 0 – 2 | Prudel / Kujawiak     | 19 – 21 | 17 – 21 |        |
| 2 augustus | Kunert / Dressler    | 0 – 2 | Seidl / Winter        | 23 – 25 | 20 – 22 |        |
| 2 augustus | Böckermann / Flüggen | 1 – 2 | Ranghieri / Carambula | 10 – 21 | 21 – 18 | 8 – 15 |

## Knockoutfase

### Finales
| Finale |                 |    |    |  |
|        |                 |    |    |  |
| 4      | Evandro / André | 23 | 22 |  |
| 12     | Doppler / Horst | 21 | 20 |  |

| Kleine finale |                           |    |    |  |
|               |                           |    |    |  |
| WC            | Varenhorst / van Garderen | 17 | 17 |  |
| 6             | Krasilnikov / Ljamin      | 21 | 21 |  |

### Bovenste helft
| Zestiende finale | Zestiende finale          | Zestiende finale | Zestiende finale | Zestiende finale |  |    | Achtste finale            | Achtste finale      | Achtste finale | Achtste finale | Achtste finale |  |  | Kwartfinale | Kwartfinale               | Kwartfinale | Kwartfinale | Kwartfinale |  |  | Halve finale | Halve finale              | Halve finale | Halve finale | Halve finale |
|                  |                           |                  |                  |                  |  |    |                           |                     |                |                |                |  |  |             |                           |             |             |             |  |  |              |                           |              |              |              |
| 24               | González / Nivaldo        | 21               | 21               |                  |  |    |                           |                     |                |                |                |  |  |             |                           |             |             |             |  |  |              |                           |              |              |              |
| WC               | Seidl / Winter            | 16               | 19               |                  |  |    | 24                        | González / Nivaldo  | 13             | 23             | 13             |  |  |             |                           |             |             |             |  |  |              |                           |              |              |              |
| WC               | Varenhorst / van Garderen | 21               | 21               |                  |  | WC | Varenhorst / van Garderen | 21                  | 21             | 15             |                |  |  |             |                           |             |             |             |  |  |              |                           |              |              |              |
| 1                | Alváro Filho / Saymon     | 17               | 18               |                  |  |    |                           |                     |                |                |                |  |  | WC          | Varenhorst / van Garderen | 20          | 21          | 16          |  |  |              |                           |              |              |              |
| 9                | Herrera / Gavira          | 21               | 21               |                  |  |    |                           |                     |                |                |                |  |  | 9           | Herrera / Gavira          | 22          | 19          | 14          |  |  |              |                           |              |              |              |
| 15               | Fijałek / Bryl            | 19               | 19               |                  |  |    | 9                         | Herrera / Gavira    | 21             | 17             | 15             |  |  |             |                           |             |             |             |  |  |              |                           |              |              |              |
| WC               | Ermacora / Pristauz       | 23               | 16               | 15               |  | 8  | Pedro / Guto              | 19                  | 21             | 13             |                |  |  |             |                           |             |             |             |  |  |              |                           |              |              |              |
| 8                | Pedro / Guto              | 21               | 21               | 17               |  |    |                           |                     |                |                |                |  |  |             |                           |             |             |             |  |  | WC           | Varenhorst / van Garderen | 15           | 13           |              |
| 5                | Alison / Bruno            | 21               | 21               |                  |  |    |                           |                     |                |                |                |  |  |             |                           |             |             |             |  |  | 4            | Evandro / André           | 21           | 21           |              |
| 30               | Tocs / Finsters           | 15               | 7                |                  |  |    | 5                         | Alison / Bruno      | 19             | 21             | 13             |  |  |             |                           |             |             |             |  |  |              |                           |              |              |              |
| 20               | Grimalt / Grimalt         | 21               | 16               |                  |  | 13 | Saxton / Schalk           | 21                  | 19             | 15             |                |  |  |             |                           |             |             |             |  |  |              |                           |              |              |              |
| 13               | Saxton / Schalk           | 23               | 21               |                  |  |    |                           |                     |                |                |                |  |  | 13          | Saxton / Schalk           | 21          | 20          | 10          |  |  |              |                           |              |              |              |
| 22               | Doherty / Hyden           | 21               | 21               | 12               |  |    |                           |                     |                |                |                |  |  | 4           | Evandro / André           | 17          | 22          | 15          |  |  |              |                           |              |              |              |
| 2                | Šmēdiņš / Samoilovs       | 23               | 18               | 15               |  |    | 2                         | Šmēdiņš / Samoilovs | 22             | 19             |                |  |  |             |                           |             |             |             |  |  |              |                           |              |              |              |
| 29               | Pļaviņš / Regža           | 13               | 18               |                  |  | 4  | Evandro / André           | 24                  | 22             |                |                |  |  |             |                           |             |             |             |  |  |              |                           |              |              |              |
| 4                | Evandro / André           | 21               | 21               |                  |  |    |                           |                     |                |                |                |  |  |             |                           |             |             |             |  |  |              |                           |              |              |              |

### Onderste helft
| Zestiende finale | Zestiende finale         | Zestiende finale | Zestiende finale | Zestiende finale |  |    | Achtste finale          | Achtste finale      | Achtste finale | Achtste finale | Achtste finale |  |  | Kwartfinale | Kwartfinale          | Kwartfinale | Kwartfinale | Kwartfinale |  |  | Halve finale | Halve finale         | Halve finale | Halve finale | Halve finale |
|                  |                          |                  |                  |                  |  |    |                         |                     |                |                |                |  |  |             |                      |             |             |             |  |  |              |                      |              |              |              |
| 3                | Dalhausser / Lucena      | 21               | 21               |                  |  |    |                         |                     |                |                |                |  |  |             |                      |             |             |             |  |  |              |                      |              |              |              |
| 34               | Ranghieri / Carambula    | 18               | 17               |                  |  |    | 3                       | Dalhausser / Lucena | 21             | 19             | 16             |  |  |             |                      |             |             |             |  |  |              |                      |              |              |              |
| 18               | Gibb / Crabb             | 19               | 26               |                  |  | 35 | McHugh / Schumann       | 14                  | 21             | 14             |                |  |  |             |                      |             |             |             |  |  |              |                      |              |              |              |
| 35               | McHugh / Schumann        | 21               | 28               |                  |  |    |                         |                     |                |                |                |  |  | 3           | Dalhausser / Lucena  | 15          | 18          |             |  |  |              |                      |              |              |              |
| 11               | Nicolai / Lupo           | 19               | 19               |                  |  |    |                         |                     |                |                |                |  |  | 6           | Krasilnikov / Ljamin | 21          | 21          |             |  |  |              |                      |              |              |              |
| 16               | Pedlow / Schachter       | 21               | 21               |                  |  |    | 16                      | Pedlow / Schachter  | 14             | 18             |                |  |  |             |                      |             |             |             |  |  |              |                      |              |              |              |
| 14               | Stojanovski / Jarzoetkin | 21               | 20               | 10               |  | 6  | Krasilnikov / Ljamin    | 21                  | 21             |                |                |  |  |             |                      |             |             |             |  |  |              |                      |              |              |              |
| 6                | Krasilnikov / Ljamin     | 16               | 22               | 15               |  |    |                         |                     |                |                |                |  |  |             |                      |             |             |             |  |  | 6            | Krasilnikov / Ljamin | 20           | 19           |              |
| 7                | Łosiak / Kantor          | 21               | 18               | 15               |  |    |                         |                     |                |                |                |  |  |             |                      |             |             |             |  |  | 12           | Doppler / Horst      | 22           | 21           |              |
| 21               | Virgen / Ontiveros       | 12               | 21               | 9                |  |    | 7                       | Łosiak / Kantor     | 21             | 19             | 15             |  |  |             |                      |             |             |             |  |  |              |                      |              |              |              |
| 19               | Koekelkoren / van Walle  | 17               | 22               | 15               |  | 19 | Koekelkoren / van Walle | 19                  | 21             | 7              |                |  |  |             |                      |             |             |             |  |  |              |                      |              |              |              |
| 10               | Brouwer / Meeuwsen       | 21               | 20               | 8                |  |    |                         |                     |                |                |                |  |  | 7           | Łosiak / Kantor      | 33          | 18          | 11          |  |  |              |                      |              |              |              |
| 12               | Doppler / Horst          | 18               | 21               | 15               |  |    |                         |                     |                |                |                |  |  | 12          | Doppler / Horst      | 31          | 21          | 15          |  |  |              |                      |              |              |              |
| 17               | Brunner / Patterson      | 21               | 19               | 10               |  |    | 12                      | Doppler / Horst     | 26             | 24             |                |  |  |             |                      |             |             |             |  |  |              |                      |              |              |              |
| 27               | Prudel / Kujawiak        | 19               | 23               |                  |  | 23 | Jefferson / Cherif      | 24                  | 22             |                |                |  |  |             |                      |             |             |             |  |  |              |                      |              |              |              |
| 23               | Jefferson / Cherif       | 21               | 25               |                  |  |    |                         |                     |                |                |                |  |  |             |                      |             |             |             |  |  |              |                      |              |              |              |

1997 ·
1999 ·
2001 ·
2003 ·
2005 ·
2007 ·
2009 ·
2011 ·
2013 ·
2015 ·
2017 ·
2019 ·
2022 ·
2023